# 6247 Amanogawa
6247 Amanogawa è un asteroide della fascia principale. Scoperto nel 1990, presenta un'orbita caratterizzata da un semiasse maggiore pari a 2,3933189 au e da un'eccentricità di 0,0566202, inclinata di 8,57798° rispetto all'eclittica.
L'asteroide è dedicato al fiume Amano della città giapponese di Kaminokuni. In giapponese è anche il nome della Via Lattea.